# سباستین برناردو د میر
سباستین برناردو د میر. دیپلمات مکزیکی، متولد ۲۰ ژانویه ۱۸۴۹ در پوئبلا، مکزیک، در گذشت ۱۹۱۱ پاریس. او با رئیس‌جمهور مکزیک پورفیریو دیاز روابط دوستانه‌ای داشت و به عنوان یک ملاک، دارای املاکی در نزدیکی رودخانه نکساپا در آمیکامکا بود.
او در ۱۸ اکتبر ۱۸۹۹ به عنوان وزیرمختار مکزیک در لندن منصوب شد، و در ژوئن ۱۹۰۱ به دلیل مرگ آنتونیو دو میر ای سلیس، به پاریس اعزام شد تا مسئولیت نمایندگی مکزیک در فرانسه را بر عهده بگیرد.
بین ماه‌های اکتبر تا دسامبر ۱۹۰۳، وی از طرف دولت مکزیک نمایندهٔ برقراری روابط با ایران شد و به همین دلیل با سمت سفیر فوق‌العاده در یک مأموریت ویژه عازم ایران شد. او همچنین یکی از اعضای هیئت مکزیکی در کنفرانس صلح لاهه در سال ۱۹۰۷ بود.
او تا زمان مرگش در سال ۱۹۱۱ در سمت خود به عنوان وزیر مختار مکزیک در فرانسه خدمت کرد.